# Héctor Ortíz
Héctor Ortíz Benítez – (ur 20 grudnia 1928, zm. 30 listopada 1985) – meksykański piłkarz grający na pozycji pomocnika. Przez całą karierę był związany z klubem Club Universidad Nacional. W latach 1949–1957 wchodził w skład reprezentacji Meksyku w piłce nożnej mężczyzn. W 1950 wystąpił na mistrzostwach świata w przegranym 4:1 meczu przeciwko reprezentacji Jugosławii. 